# Bukit-Timah-Reservat

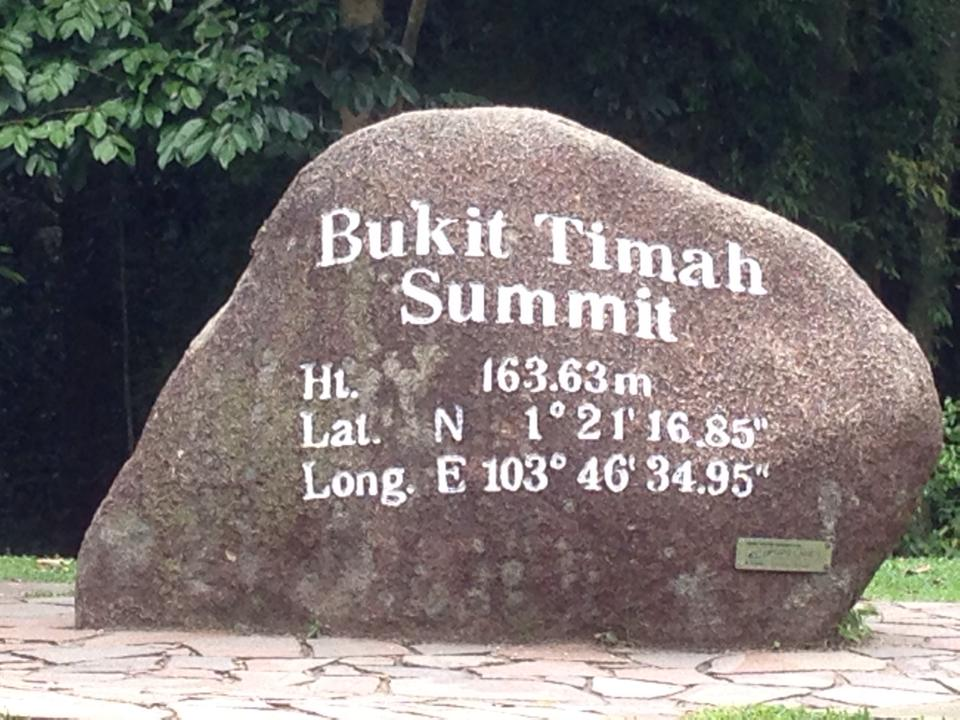
Gipfelstein des Bukit Timah

Das Bukit-Timah-Reservat (englisch Bukit Timah Nature Reserve oder Bukit Timah Natural Resort) ist ein aus teilweise primärem Regenwald bis ausgedünntem Sekundärwald bestehendes Reservat innerhalb Singapurs, etwa einen Kilometer nördlich des Stadtteils Bukit Timah. Nur in Rio de Janeiro gibt es ein zweites Mal auf der Erde einen primären Regenwald innerhalb der Stadtgrenzen. Das 164 Hektar große Schutzgebiet ist 12 Kilometer vom Stadtzentrum entfernt. Die höchste Erhebung ist der Bukit Timah (malaii. „Zinnberg“) mit 163,8 Metern. Der vulkanische Granitfelsen wurde vor 200 Millionen Jahren in der frühen und mittleren Trias gebildet.
Die Eroberung des gleichnamigen Stadtteils durch die japanischen Streitkräfte brachte die endgültige Wende in der Schlacht um Singapur und führte zur Kapitulation der Briten.
Heute ist das Reservat ein Naherholungsgebiet, das von der Bevölkerung vor allem an Wochenenden und Feiertagen besucht wird. Mehrere Wander- und Mountainbike-Wege sind ausgewiesen. Im Süden gibt es ein Besucherzentrum, in der Nähe des ehemaligen, jetzt vollgelaufenen Granitsteinbruchs Hindhedge Quarry.

## Biodiversität
1883 gegründet, ursprünglich eine botanische Pflanzensammlung für mehr als ein Jahrhundert, kann das Bukit-Timah-Reservat heute 912 Pflanzen- und 98 Tierarten vorweisen. Botanisch handelt es sich um einen Küstenberg-Dipterocarpus-Wald, der 18 verschiedene Arten der bis 80 Meter hohen Dipterocarpaceae umfasst, unter anderem aus den Gattungen Shorea, Vatica und Hopea. Hauptsächlich handelt es sich dabei um Shorea curtisii und Dipterocarpus caudatus subsp. penangianus. Das harte und schwere Holz des „Tempinis Tree“ (Streblus selongatus) war für die Insel ein bedeutender Werkstoff, nach dem 37 Straßen und die Stadt Tampines benannt sind. Noch heute werden aus ihm Parkettbeläge, Tür- und Fensterrahmen gefertigt; allerdings wird das Holz heute importiert. Auch Rattanlianen (Korthalsia scaphigera) finden sich im dichteren Wald. Der Dschungel erfüllt alle Anforderungen an einen Primärwald mit gut durchwachsenem Sekundärwald, auch wenn er von einem Netz mit teilweise betonierten Wegen durchsetzt ist.
Zu den verbreiteten Insekten gehört die Grüne Zikade Dundubia sp. und Purana tigrana, deren Männchen deutlich hörbare Laute erzeugen, und die Ameisenart Camponotus gigas. Häufig zu sehen ist der auf grau-weiß-bläulichem Hintergrund schwarz gepunktete Schmetterling Idea stolli logani („Common Tree Nymph“), seltener der kleine, leuchtend bunte „Branded Imperial“ Eooxylides tharis distanti.
Der Vogelnestfarn (Asplenium nidus) und der Geweihfarn Platycerium coronarium sind als Epiphyten in den höheren Regionen auszumachen. Ebenfalls verbreitet ist der „Peacock Fern“ Selaginella willdenowii, bei dem oft einige Blätter metallisch-blau schimmern. Der mit seinen Trieben hexagonal-geometrische Muster ausbildende Farn Dicranopteris curranii („Resamfarn“) verbreitet sich durch menschlichen Einfluss sehr aggressiv, unterdrückt andere Pflanzenarten und wird daher regelmäßig gejätet.

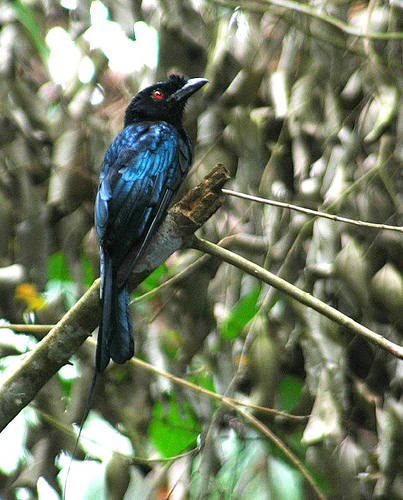
Flaggendrongo (Dicrurus paradiseus)

Einige scheue Schlangen wie die Paradies-Schmuckbaumnatter (Chrysopelea paradisi) und der Netzpython (Python reticulatus) bevölkern das Areal, sind für Besucher jedoch selten zu sehen.
Nektarvögel wie der Grünrücken-Nektarvogel (Nectarinia jugularis) können an Blüten beobachtet werden. Sie haben eine konvergente Evolution analog den Kolibris in der Neuen Welt durchgemacht und beherrschen den Schwirrflug. Sie kommen bis zu den Philippinen vor. Ein in Asien beliebter „sprechender“ Vogel, der Beo (Gracula religiosa), ist ebenfalls im Reservat anzutreffen. Er irritiert sowohl andere Vögel als auch Besucher durch Rufnachahmung; er imitiert Handy-Klingeltöne, Husten und Lachen, einige Worte und kurze Sätze. Einer der am weitesten verbreiteten Vögel im Reservat ist der Flaggendrongo (Dicrurus paradiseus). Seine geteilten langen, schmalen Schwanzfedern, die in ovale, schmuckförmige Federflächen auslaufen, erinnern an einen Paradiesvogel, aber die Drongos bilden eine eigene Familie. Charakteristisch für den Elfenblauvogel (Irena puella) ist der himmelblaue Rücken mit schwarzer Unterseite. Der Feuerrückenspecht (Dinopium javanense) ist am leuchtend roten Schopf zu erkennen.

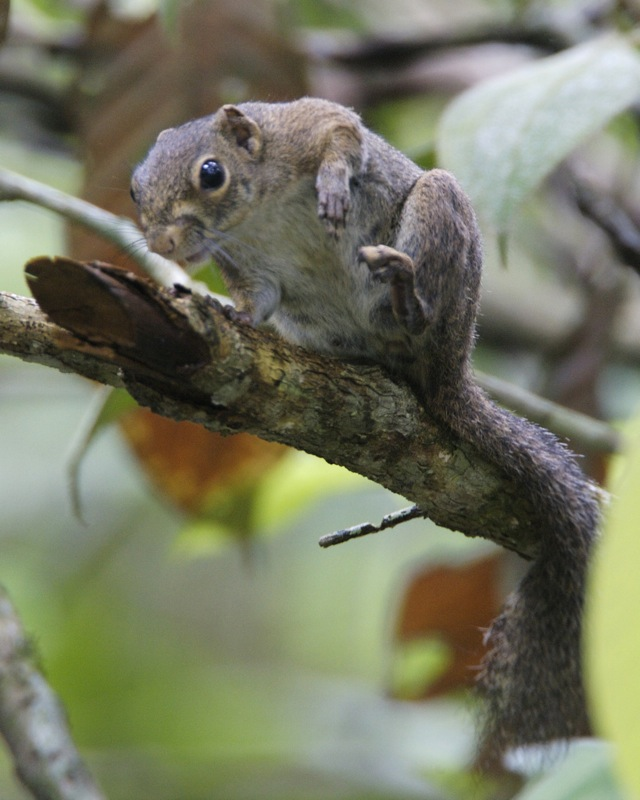
Sunda-Schlankhörnchen (Sundasciurus tenuis)

Nur wenige Säugetiere werden noch aufgelistet, darunter der Langschwanzmakak, der oft an den Wanderwegen und bei Mülltonnen anzutreffen ist. Extra für ihn wurde ein einbruchsicheres Verschlusssystem entwickelt. Die Malaien-Gleitflieger (Cynocephalus variegatus) sind selten zu sichten, häufiger dagegen Schönhörnchen wie das Bananenhörnchen (Callosciurus notatus) und das Sunda-Schlankhörnchen (Sundasciurus tenuis). Das Malaiische Schuppentier (Manis javanica) wird sehr selten gesichtet. Bis Anfang des 20. Jahrhunderts lebten in der Umgebung des Bukit Timah noch Tiger (Panthera tigris), bis der letzte Tiger am 26. Oktober 1930 erlegt wurde.